# Ягнятинська сільська рада
Ягнятинська сільська рада — колишня адміністративно-територіальна одиниця та орган місцевого самоврядування у Ружинському і Попільнянському районах Бердичівської округи, Київської й Житомирської областей Української РСР та України з адміністративним центром у с. Ягнятин.

## Населені пункти
Сільській раді були підпорядковані населені пункти:
- с. Ягнятин

## Населення
Відповідно до перепису населення СРСР, станом на 17 грудня 1926 року, чисельність населення ради становила 2 117 осіб, з них за статтю: чоловіків — 995, жінок — 1 122, етнічний склад: українців — 2 059, росіян — 7, євреїв — 39, поляків — 12. Кількість господарств — 452, з них несільського типу — 13.
Відповідно до результатів перепису населення СРСР, кількість населення ради станом на 12 січня 1989 року становила 1 327 осіб.
Станом на 5 грудня 2001 року, відповідно до перепису населення України, кількість мешканців сільської ради становила 1 212 осіб.

## Склад ради
Рада складалася з 16 депутатів та голови.

### Керівний склад сільської ради
| ПІБ                              | Основні відомості                                                               | Дата обрання | Дата звільнення |
| -------------------------------- | ------------------------------------------------------------------------------- | ------------ | --------------- |
| Щербатюк Галина Григорівна       | Сільський голова, 1952 року народження, освіта, позапартійна                    | 26.03.2006   | 31.10.2010      |
| Тимошенко Володимир Анатолійович | Сільський голова, 1966 року народження, освіта середня спеціальна, безпартійний | 31.10.2010   |                 |

Примітка: таблиця складена за даними джерела

## Історія
Створена 1923 року в с. Ягнятин Ружинської волості Сквирського повіту Київської губернії.
Станом на 1 вересня 1946 року сільська рада входила до складу Ружинського району Житомирської області, на обліку в раді перебувало с. Ягнятин.
11 серпня 1954 року, відповідно до указу Президії Верховної ради Української РСР «Про укрупнення сільських рад по Житомирській області», підпорядковано с. Плоска ліквідованої Плосківської сільської ради Ружинського району.
На 1 січня 1972 року сільська рада входила до складу Ружинського району Житомирської області, на обліку в раді перебували села Плоска та Ягнятин.
26 червня 1992 року, відповідно до рішення Житомирської обласної ради «Про внесення змін в адміністративно-територіальний устрій окремих районів», в с. Плоска відновлено окрему сільську раду в складі Ружинського району.
Виключена з облікових даних 17 липня 2020 року. Територію та населені пункти ради, відповідно до розпорядження Кабінету Міністрів України № 711-р від 12 червня 2020 року «Про визначення адміністративних центрів та затвердження територій територіальних громад Житомирської області», включено до складу Ружинської селищної територіальної громади Бердичівського району Житомирської області.
Входила до складу Ружинського (7.03.1923 р., 4.01.1965 р.) та Попільнянського (30.12.1962 р.) районів.